# Тамо далеко
Тамо далеко је српска традиционална пјесма која је компонована на грчком острву Крф 1916. у знак сјећања на повлачење Српске војске кроз Албанију током Првог свјетског рата. Постоји више верзија текста пјесме, а све се завршавају са „Живела Србија!”.
Пјесма је постала веома популарна међу српским емигрантима након Првог свјетског рата, а чак је изведена на виолини током сахране српског проналазача Николе Тесле 10. јануарa 1943. као његова посљедња жеља. Симбол српске културе и националног идентитета, почела је да се посматра као облик државне химне у српској дијаспори током Хладног рата, а неки њени текстови били су забрањени заједно са неколико других пјесмама у комунистичкој Југославији, јер су изражавали препород српског националног осјећања. Идентитет писца и композитора пјесме остао је предмет спора током многих деценија. Историчар Ранко Јаковљевић открио је 2008. да је Ђорђе Маринковић, музичар аматер из села Корбово код Кладова, био првобитни писац и композитор пјесме, компонујући пјесму 1916. и осигуравајући ауторска права у Паризу 1922. године.

## Историја

### Позадина
Током Првог свјетског рата, Српска војска повукла се преко Албаније након што су Централне силе напале Краљевину Србију током зиме 1915. године. Српска војска била је разорена глађу, болестима и нападима оружаних група прије него што се прегруписала на грчком острву Крф, гдје je умрло много српских војника. Преминули су сахрањивани на мору, а преживјели су те воде назвали „Плава гробница”.

### Пјесма
Тамо далеко је српска традиционална пјесма. Компонована је 1916, у част повлачења Српске војске на Крф и говори о губитку и чежњи за далеком отаџбином. Изводи се у тродјелној метрици и почиње свечано у молу прије преласка на релативни дур доминантног кључа у трећем реду првог стиха, симболизујући наду прије него што се врати молском кључу са почетка.
Српско-америчка група Тамбурашко певачко друштво урадила је снимак пјесме у априлу 1917. године. Пред крај рата, Српска војска се вратила у Србију и поразила аустроугарске и бугарске трупе. Тамо далеко је постала веома популарна међу српским емигрантима. Пјесма је чак изведена на сахрани српског проналазача Николе Тесле у Њујорку у јануару 1943. године. У комунистичкој Југославији, изводили су је Душан Јакшић (1965), Никола Вучетин Бата (1977) и други, али обично без дијела пјесме у којима се изричито помиње Србија. Од око 1985, текстови у којима се помиње Србија и Српска војска поново се појављују у званичним издањима пјесме у Југославији.
Историчар Андреј Митровић пише о „носталгичном ваздуху жалосне мелодије” пјесме. Тврди да то пружа сјајан увид у колективну психологију и свеукупни морал Српске војске током зиме 1915. године. Тврди да иако је пјесма носталгична, основна идеја је оптимизам. Према аутору Роберту Хадсону „осјећај исконског идентитета, повезан са породицом и нацијом, уграђен је у пјесму, с тим што се отац и син одричу живота за нацију”. Током Хладног рата, Срби у дијаспори почели су пјесму гледати као вид државне химне. Пјесма је била значајна и као На Дрину у историји српске музике. Постала је моћан симбол српске културе и националног идентитета. Изведена је у бугарском филм Крадљивац бресака из 1964. године. Почетком 1990-их Радио-телевизија Србије емитовала је документарни филм који приказује српске ветеране који се враћају на Крф, док се у позадини њежно свира Тамо далеко. Многе варијације пјесме су пјевали српски добровољци током рата у Босни и Херцеговини. Пјесма је и даље популарна међу Србима, како у матици тако и у дијаспори, а снимљено је неколико савремених верзија, међу којима је и верзија Горана Бреговића.

### Ауторство
Идентитет писца и композитора пјесме био је непознат деценијама. Неколико појединаца је тврдило да су првобитни аутори пјесме. Поједини су тврдили да је Милан Бузин, капелан Дринске дивизије, компоновао и написао пјесму. Други су тврдили да је композитор Димитрије Марић, хирург Треће пољске болнице Шумадијске дивизије. Постојале су тврде да је Михаило Заставниковић, учитељ из Неготина, првобитни композитор и писац пјесме и да је чак објавио једну верзију 1926. године. Историчар Ранко Јаковљевић открио је 2008. да је Ђорђе Маринковић, музичар аматер из села Корбово код Кладова, првобитни писац пјесме и композитор. Компоновао је Тамо далеко на Крфу 1916. и преселио се у Париз послије Првог свјетског рата, гдје је осигурао ауторска права на пјесму 1922. године. Преминуо је 1977. године. У Вечерњим новостима од 15. октобра 1915. године у чланку „Балканска гарда” у два наврата се наводе речи рефрена ове песме коју пева једини преживели војник Валандовског покоља, музичар ромске националности. Ово указује на могућност да је песма у неком другом облику постојала и пре 1916. године и да је на Крфу вероватно адаптирана.

## Текст
Постоји неколико верзија пјесме Тамо далеко. Уобичајена верзија гласи:
Тамо далеко, далеко од мора,

Тамо је село моје, тамо је Србија.

Тамо је село моје, тамо је Србија.

Тамо далеко, где цвета лимун жут,

Тамо је српској војсци једини био пут.

Тамо је српској војсци једини био пут.

Тамо далеко, где цвета бели крин,

Тамо су животе дали заједно отац и син.

Тамо су животе дали заједно отац и син.

Тамо где тиха путује Морава,

Тамо ми икона оста, и моја крсна слава.

Тамо ми икона оста, и моја крсна слава.

Тамо где Тимок поздравља Вељков град,

Тамо ми спалише цркву, у којој венчах се млад.

Тамо ми спалише цркву, у којој венчах се млад.

Без отаџбине, на Крфу живех ја,

Али сам поносно клиц’о, Живела Србија!

Али сам поносно клиц’о, Живела Србија!